# زاحف مجنح
الزَّوَاحِف المُجَنَّحَة (الاسم العلمي: Pterosauria) (أصل التسمية الأولى إغريقية تعني «العظاءات المجنحة»، وكثيراً ما يُشار إليها خطأ باسم «الديناصورات الطائرة»، مع أنها لا تعد من الديناصورات. أيضاً كثيراً ما تنقل الكلمة إلى العربية خطأً كـ«بتروصور»، غير أنها تُنطَق فعلياً «تيروصور») كانت زواحف طائرة من الفرع الحيوي أو الرتبة المسماة «التيروصوريا». عاشت هذه الزواحف من العصر الترياسي المتأخر إلى نهاية الطباشيري (من 225 إلى 65.5 مليون سنة خلت). يُوجد أكثر من 100 نوع معروف من التيروصورات، وقد كانت هذه الزواحف ضوارٍ تتغذى على الأسماك واللافقاريات البحرية ومختلف الحيوانات الأرضية. التيروصورات هي أقدم الفقاريات المعروفة القادرة على الطيران، وكانت تتكون أجنحتها من غشاء جلدي وعضلات وأنسجة أخرى تمتد من الأرجل وحتى أربعة أصابع تبرز من الجناح. كانت لدى الأنواع المبكرة منها فكوكٌ طويلة مسننة بالكامل وذيول طويلة أيضاً، بينما حصلت الأنواع اللاحقة على ذيولٍ أقصَرَ من ذلك بكثير، وبعضها افتقرت إلى الأسنان. وكانت الكثير منها مغطاة بالفراء المكون من شعيرات تسمى «الشعيرات الكثيفة»، والتي غطت أجسامهم وأجزاءً من أجنحتهم. تفاوتت أحجام التيروصورات إلى حد كبير، من النيميكولوبتروس الصغير جداً (المسافة بين طرفي الجناحين 25 سم) إلى أكبر المخلوقات الطائرة على الإطلاق في كل العصور مثل الكويتزالوكتس (10 م) والهاتزيغوبتريكس (10 م).
يُشار أحياناً إلى التيروصورات في الأوساط الشعبية باسم «الديناصورات الطائرة» أو ما شابه، لكن هذا خطأ. يُستخدم مصطلح «ديناصور» عادة للإشارة إلى مجموعة محددة من الزواحف الأرضية ذات الوقفة المنتصبة غير الاعتيادية (وهي تصنف ضمن فوق رتبة «الديناصوريا» التي تشمل الطيور)، ولذلك فإن التيروصورات تُستَبعد منها نظرياً كونها غير أرضية وغير منتصبة المشية أساساً، والحال هي نفسها مع الزواحف البحرية المنقرضة مثل الإكتيوصور والبليزوصور والموزاصور.

## الوصف
تغير تشريح التيروصورات بمقدار كبير عن أسلافهم من الزواحف التي حاولت الطيران. فقد كانت عظام التيروصورات مجوفة ويَملؤها الهواء مثل عظام الطيور الحديثة. وكانوا يَملكون عظم قصٍ مَبروداً طُوّر لربط عضلات الطيران بالدماغ الضخم الذي يُظهر معالم خاصة تترافق مع الطيران. كما أن العمود الفقري فوق الكتفين قد اندمج عند بعض التيروصورات اللاحقة إلى بِنية تعرف بـ«النوتاريوم»، والتي قامت بوظيفة تصليب الجذع أثناء الطيران ولتقوم بتدعيم مستقر لعظم الكتف.

### الأجنحة

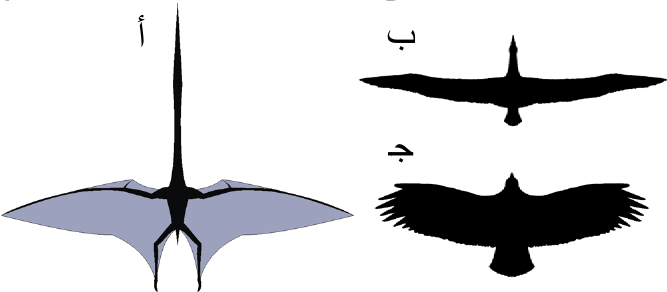
إعادة بناءٍ لأجنحة الكويتزالكوتلس(أ) تقارنها بأجنحة القطرس الجوال(ب) وكندور الأنديز(ج) (مقاييس الأحجام ليست حقيقية).

كانت تتألف أجنحة التيروصورات من غشاء جلدي وأنسجة أخرى. ويَتصل الغشاء الأول بالأصابع الأربعة شديدة الطول التي في كل ذراع ويَمتد بموازاة جانبي الجسم حتى الساقين.
بينما كان يُعتقد في السابق بأن جناح التيروصور عبارة عن بنى جلدية بسيطة تتركب من الجلد، فقد أظهرت البحوث منذ ذلك الوقت أن أغشية جناحه كانت في الحقيقة معقدة جداً وبنيتها الديناميكية مهيأة لتتلاءم مع أسلوب طيران فعال وقوي. أولاً، كانت الأجنحة الخارجية (من طرف الجناح إلى المرفق) مُقوّاة بأنسجة تسمى «الأنسجة الشعاعية». تألفت الأنسجة الشعاعية نفسها من ثلاث طبقات واضحة في الجناح، تشكل نموذجاً متقاطعاً عندما تُركب على بعضها البعض. والوظيفة الحقيقية لهذه الأنسجة غير معروفة، كما هي الحال مع المادة الدقيقة التي كانت مصنوعة منها. لكن بالاعتماد على تركيبها الدقيق (كيراتين وعضلات وبنى مرنة إلخ..) فربما كانت تقوم بتصليب أو تقوية العضلات والأنسجة في الجزء الخارجي من الجناح. احتوت أغشية الجناح أيضاً على طبقة رقيقة من العضلات وأنسجة الألياف، إضافة إلى نظام دوري فريد ومعقد يَتألف من أوعية دموية عديدة.
كدليل استمد من تجاويف عظام الجناح الموجودة عند بعض الأنواع الكبيرة إضافة إلى الأنسجة اللينة المحفوظة من بضعة عينات، مددت بعض التيروصورات نظامها التنفسي الذي كان يتألف من أكياس هوائية إلى غشاء الجناح نفسه.

#### أجزاء الجناح

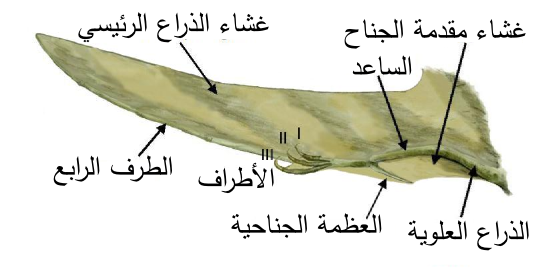
تشريح جناح تيروصور. حيث يَظهر غشاء مقدمة الجناح، والغشاء الرئيسي الذي يُستخدم للرفع في الهواء، والذراع التي تمثل الحدود بينهما.

غشاء جناح التيروصور مُقسم إلى ثلاثة أجزاءٍ رئيسية. الأول يُسمى «البروباتاغيوم» (الغشاء الأول)، وهو مقدمة الجناح (الجزء الأمامي منه) ويَربط بين المعصم والكتف، مُشكلاً «حافة رئيسية» خلال الطيران. وربما وحّد هذا الغشاء الأصابع الثلاث الأولى من اليَد عند بعض الأنواع كما تشير الأدلة. يأتي بعد ذلك «البراكيوباتاغيوم» (غشاء الذراع) الذي كان المكون الأساسي للجناح، وقد كان يَمتد من طرف الجناح عند حافة الإصبع الرابع الطويل وحتى إصبع القدم الخامس. وهو - على عكس الغشائين الآخرين - بالغ التعقيد، فهو يَتألف من العديد من الطبقات شديدة الرقة والتي تتكون من عضلات وأنسجة شعاعية تمر عبرها أوعية دموية. تقوم هذه الطبقات بوظائف متعددة، فهي تسمح للحيوان بتمديد وتقليص حجم الغشاء، وبهذا تغيّر شكل الجناح، فيُمكنها جعله أرق وأعرض أو العكس، أما الأنسجة الشعاعية فكانت تستخدم لتصليب الجناح (حيث أن الجلد يُمكن أن يَكون ضعيفاً جداً لتحمّل رفرته المستمرة)، وهذا يَجعله مركزاً أكثر في أطراف الجناح ويَزيد من دائرية شكله. أما الغشاء الأخير فهو «الأروباتاغيوم» (غشاء الكعب) والذي يَمتد بين الكاحلين ولا يَتصل بالذيل، وهو أكثر رقة من غشاء الذراع، وقد كانت تستخدمه التيروصورات لتوجيه نفسها في الهواء أثناء طيرانها.
من العظام الخاصة بالتيروصورات عظمة «البترويد»، والتي تتصل بالمعصم وتساعد على تقوية الغشاء الأمامي (الغشاء الأول) الواقع بين المعصم والكتف. تشير بعض الدلائل على وجود نسيج بين الأصابع الثلاثة لذراعي التيروصور إلى أن هذا الغشاء الأمامي ربما كان أكثر تمدداً واتساعاً من الغشاء البسيط الذي يَصل بين عظمة البترويد والكتف والذي يُوصف تقليدياً في نماذج «إعادة الإحياء». لكن موقع عظمة البترويد نفسها هو موضوع مثير للجدل. حاول بعض العلماء البرهنة على أن البترويد كانت موجهة إلى الأمام مُمدّدة ذلك الغشاء الأمامي قليلاً. وبالرغم من هذا، دُحضت هذه الآراء بقوة في عام 2007 عن طريق ورقة بحثية (أعدها كريس بينّت) تفيد بأنه ليس من الواضح أن وضع البترويد هو نفس ما كان يُعتقد أنه عليه سابقاً، وأنها لا يُمكن أن تكون موجهة للأمام، بل بدلاً من ذلك إلى خلف الجسم كما كان يُعتقد تقليدياً.
تشير دلائل ضمن ثلاثة أصناف (العلم التشكلي والتطوري والتاريخي) إلى أن البترويد هي عظمة حقيقية بدلاً من غضروف متحجر. نشأة التبرويد غير واضحة، لكن يُمكن أن تكون إما عظمةً رُسغية أو مشطية تكيفت وتغيرت أو عظمة جديدة أساساً.
يَتألف معصم التيروصور إما من عظمتين رُسغيتين داخلتين أو أربع عظام خارجية، باستثناء عظمة البترويد التي ربما تكون هي نفسها عظمة رُسغية خارجية متطورة. التحمت العظام الرسغية الداخلية معاً عند بعض الأنواع المتطورة إلى «عظمة رسغية ملتحمة»، بينما اندمجت ثلاثة منها لكي تكون «عظمة رسغية ملتحمة خارجياً». أما العظمة الرسغية الخارجية المتبقية - والتي يُشار إليها هنا بـ«العظمة الرسغية العادية» أو أيضاً «الجانبية الخارجية» - فهي واضحة على النتؤ محدب الجانبين المتطاول عمودياً الموجود على السطح الأمامي للعظمة الرسغية الملتحمة الخارجية. تملك العظمة الرسغية العادية انخفاضاً فيها يَتقعر عميقاً ويَقوم بفتح فتحة أمامية جوفية نوعاً ما ترتبط عظمة البترويد بمفصلٍ ضمنها.
هناك خلاف جدير بالاعتبار بين علماء الأحافير حول ما إذا كان غشاء الجناح الرئيسي (غشاء الذراع) متصلاً بالأرجل الخلفية أم لا. تبدو أحافير السوردات «الرامفورينوية» (مجموعة من التيروصورات) بأنها تبرهن على أن غشاء الجناح كان متصلاً بالأرجل الخلفية، أو على الأقل عند بعض الأنواع. بالرغم من هذا، فتظهر الخفافيش الحديثة والسناجب الطائرة اختلافاً جديراً بالاعتبار في امتداد أغشية أجنحتها ومن المُتحمل أنه كانت تملك أنواع مختلفة من التيروصورات - مثل هذه المجموعات - بنى أجنحة مختلفة. بالفعل، تظهر نسب تحليلات أرجل التيروصورات أنه كان هناك اختلاف جدير بالاعتبار فيها من المُتحمل أنه يَعكس العديد من مُخططات الأجنحة.
أيضاً العديد من - إذا لم يَكن كل - التيروصورات تملك أقداماً كفّية.

### الجمجمة والأسنان والعرف

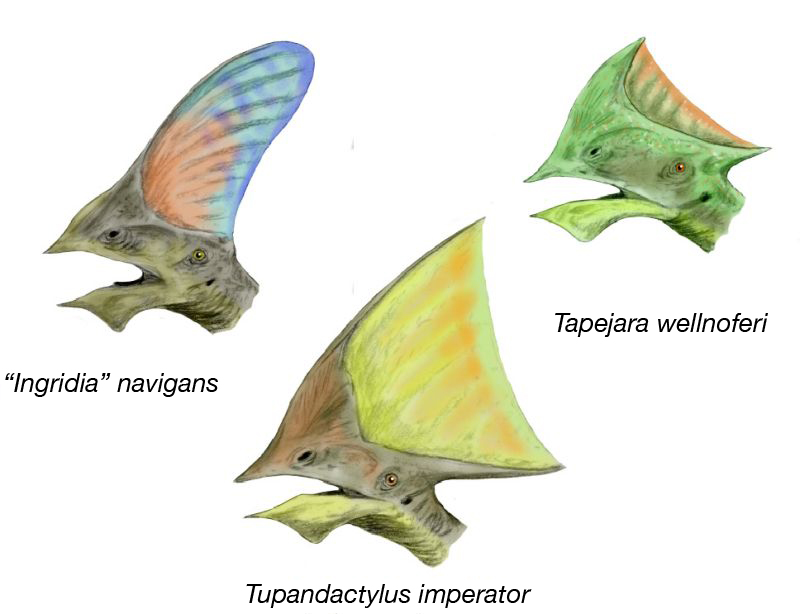
أعراف بعض أنواع التيروصورات.

معظم جماجم التيروصورات ممتدة وتمتاز بفكوك شبيهة بالمناقير. إن بعض الأنواع الأكثر تطوراً كانت عديمة الأسنان (مثل البترانودون والأزداركتيات) وذلك مع أن معظمها امتلكت أسناناً إضافية شبيهة بالإبر. لكن النسيج الكيراتيني الحقيقي حُفظ في بعض الحالات، وهذا مع أن المنقار صغير ومحصور ضمن حواف الفك ولا يَحتوي أسناناً عن الأنواع المسننة.
تملك التيروصورات البتروداكتيلية فتحات أمام عينية، وفتحاتها الأنفية اندمجت في فتحة كبيرة واحدة، على عكس معظم الأركوصورات التي تملك فتحات عديدة في الجمجمة أمام العينين. ومن الراجح أن هذا التطور كان بهدف تخفيف وزن الجسم لتهسيل الطيران.
التيروصورات معروفة جيداً بأعرافها الغريبة. وأول هذه الأعراف وربما أكثرها تميزاً هو العرف الغريب الراجع إلى الوراء الذي تملكه بعض أنواع البترانودون، مع أن تيروصورات قليلة مثل التابجاريات والنيكتوصورات كانت تملك أعرافاً كبيرة إلى حد شديد الغرابة كثيراً ما تكون ملتحمة بالكيراتين أو أنسجة لينة أخرى ممتدة من قاعدة العرف العظمية.
أظهرت الاكتشافات الجديدة والدراسات الأكثر شمولية للأنواع القديمة منذ تسعينيات القرن العشرين أن الأعراف منتشرة بين التيروصورات أكثر بكثير مما كان يُعتقد سابقاً، وهذا ناتج بشكل رئيسي عن أن امتدادهم النسيجي كان ممتداً في الكثير من الأحيان بالكيراتين أو مشكلاً بالكامل منه، والكيراتين لا يَتحجر بمقدار العظام الصلبة. في حالات التيروصورات (مثل البتروداكتيليات) لم يَتم الكشف عن الامتداد الحقيقي للعرف إلا باستخدام صور الأشعة فوق البنفسجية.

## تاريخ الاكتشاف

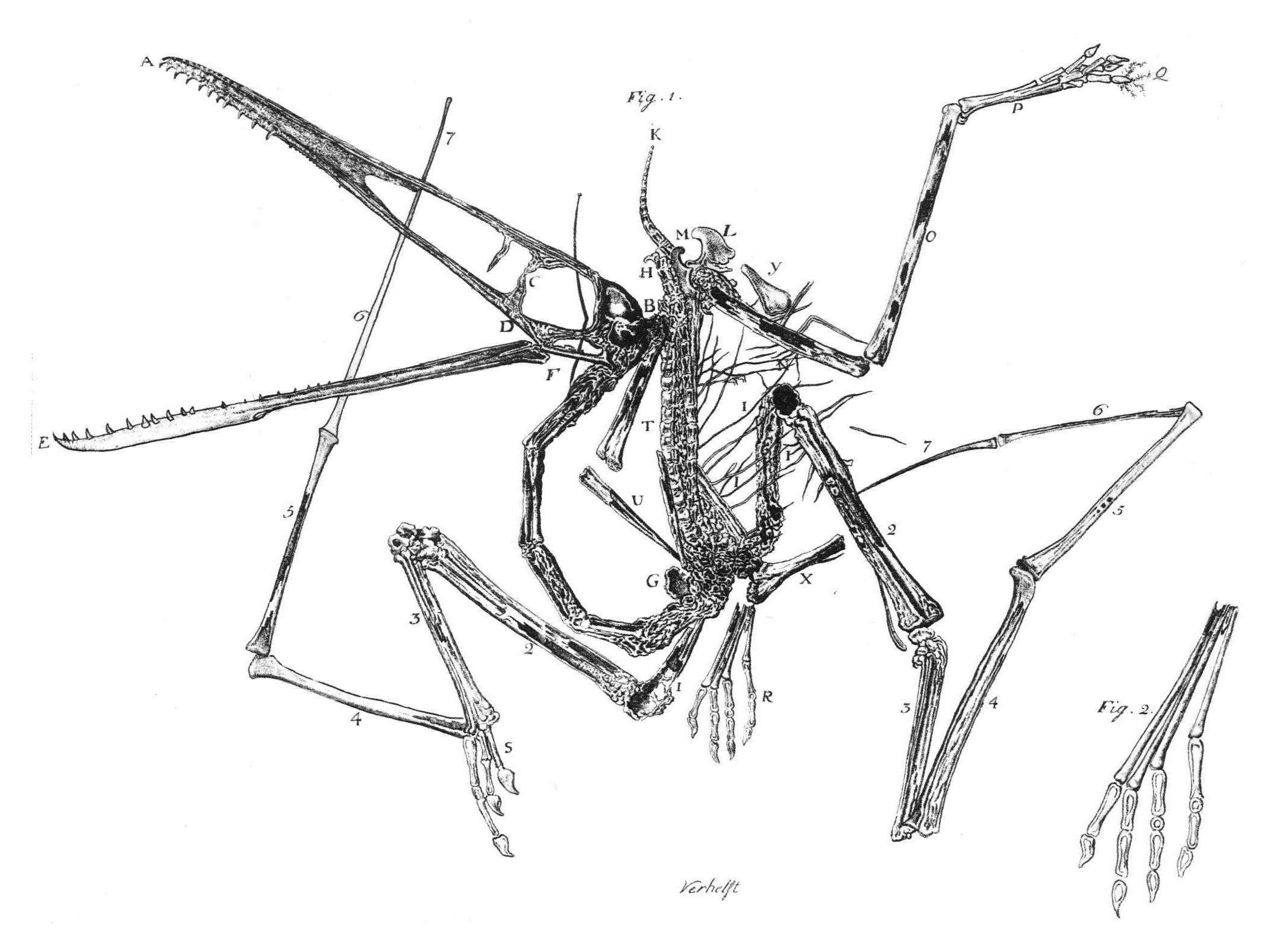
نموذج لعظام نوع من التيروصورات رُسم عام 1784.

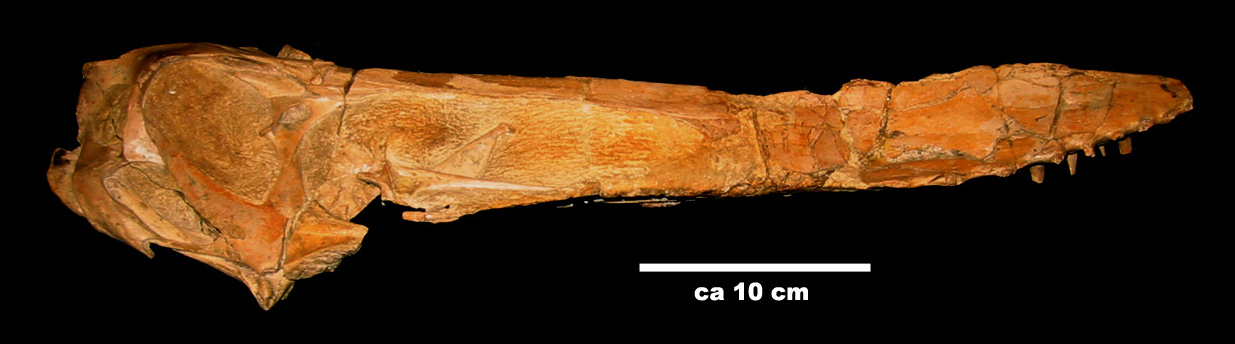
جمجمة التيروصور ثلاثية الأبعاد التي عُثر عليها في البرازيل.

كان عالم الطبيعة الإيطالي «كوسيموي كوليني» هو أول من وجد أحفورة تيروصور، وكان ذلك عام 1784. لكن كوليني أساء فهم نوع المخلوق الذي وجده فاعتقد أنه حيوان بحري يَستخدم ذراعيه الطويلتين كمجاذيف للسباحة. وقد ظل بعض العلماء متمسكين بنظرية المخلوق البحري حتى عام 1830، حيث أن عالم الحيوان الألماني «يوهان جورج والجر» وضع في ذلك العام نظرية بأن البتروداكتيليات كانت تستخدم أجنحتها كزعانف. وأول من اعتقد بأن التيروصورات كانت مخلوقات طائرة هو «جورج كوفييه» في عام 1801، وابتكر اسم «بتروداكتيل» عام 1809 لنوع منها عُثر عليه في ألمانيا.
بما أن أول أحافير التيروصورات اكتشفت في «حجر سولنوفن الجيري» العائد إلى العصر الجوراسي المتأخر في عام 1784 فقد عثر على كل أنواعها الـ12 في هذه الرسوبيات وحدها. من الاكتشافات المشهورة في بريطانيا عظام «الديمفودون» التي وجدتها ماري آننغ في «لايم ريجس» عام 1828. وقد ابتكر «يوهان جاكوب كاوب» اسم بترصوريا لهذه المجموعة من الزواحف عام 1834، مع أن اسم الأورنيثوصوريا (السحالي الطيور) كان يُستخدم أحياناً في الكتابات الأقدم.
معظم أحافير التيروصورات محفوظة بحالة سيئة. فقد كانت عظامها مجوفة، وعندما تراكمت الرواسب فوقها حطمتها وفتتها. عُثر على أفضل عظام التيروصورات حفظاً في «هضبة أرارايب» الواقعة في البرازيل. ولسبب ما فعندما ترسبت هذه العظام غلفتها الرواسب بدلاً من أن تسحقها، وقد نتج عن هذا حفظ أحافير ثلاثية الأبعاد ليَدرسها علماء الآثار. حدث أول اكتشاف لأحافير في هضبة أرارايب في عام 1974.
يَعتقد معظم علماء الإحاثة اليوم أن التيروصورات تكيفت للطيران المتواصل وليس لكي تساعدها أجنحتها على القفز والانزلاق في الهواء فقط كما كان يُعتقد سابقاً. عُثر على أحافير التيروصورات في جميع القارات، وقد اكتشف منها 60 جنساً حتى اليوم، تتراوح من أحجام الطيور الصغيرة إلى عرض جناحين يَصل لـ10 أمتار.

### الأحافير في العالم العربي
تحتوي طبقات كيم كيم في جنوب شرق المغرب وأجزاء من الجزائر تجمعاً كبيراً لأحافير الفقاريات التي تعود للعصر الطباشيري المبكر العلوي أو ربما الطباشيري المتأخر، وتشمل هذه الأحافير بقايا لعدة أنواع من التيروصورات تجعل من هذه المنطقة أغنى مناطق قارة أفريقيا بأحافير التيروصورات. وحتى الآن، اكتشف نوعان جديدان من التيروصورات في طبقات كيم كيم هما "Coloborhynchus moroccensis" من جنس الكولوبورينكس و"Alanqa saharica" الذي حظيَ بجنس جديد هو جنس العنقاء (ضمن مجموعة الأزداركتيات).

## علم الأحافير

### الطيران

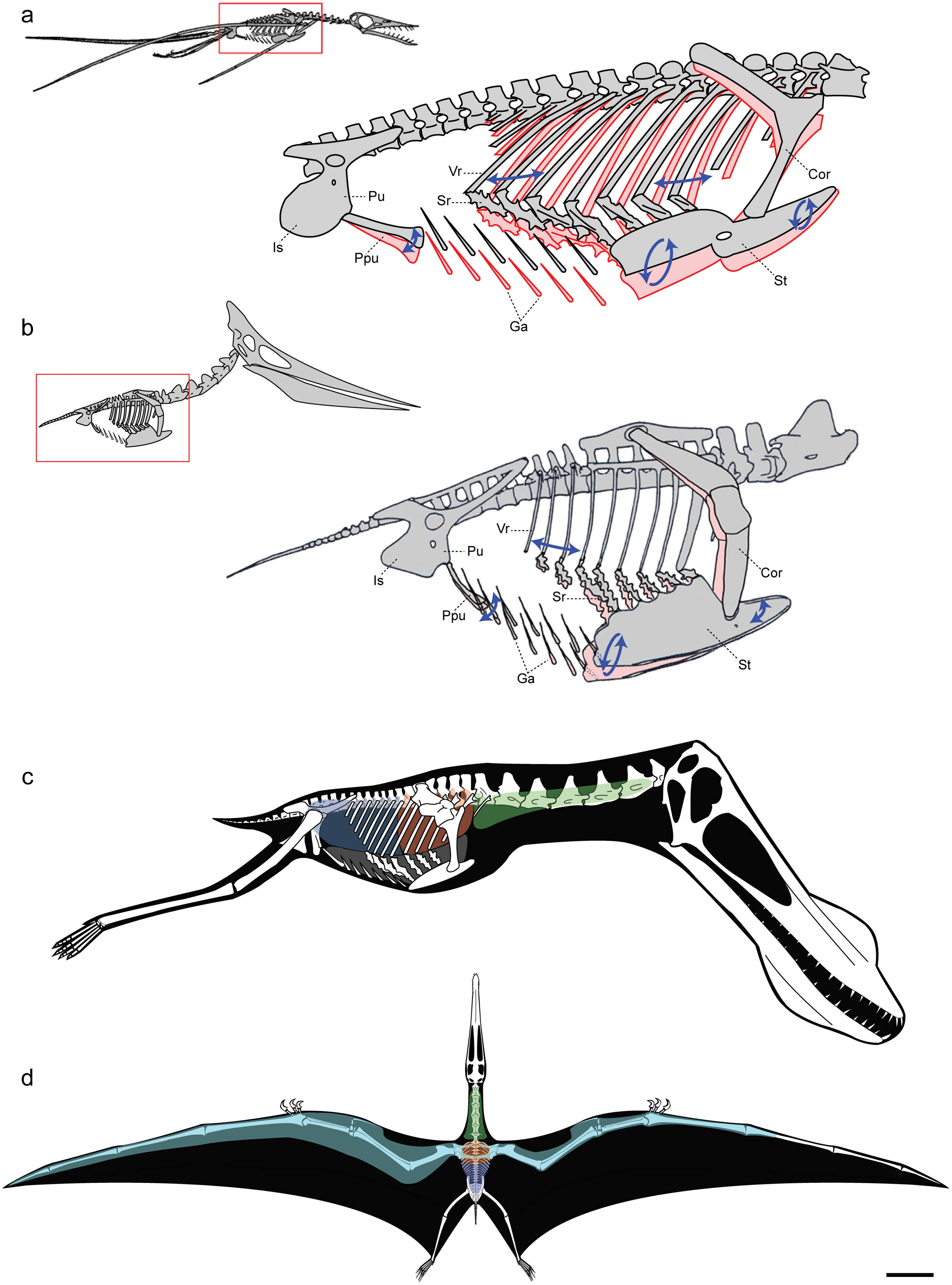
رسوم تظهر حركة التنفس عند التيروصورات (الرسمان العلويان) ونظامها التنفسي الداخلي (الرسمان السفليان).

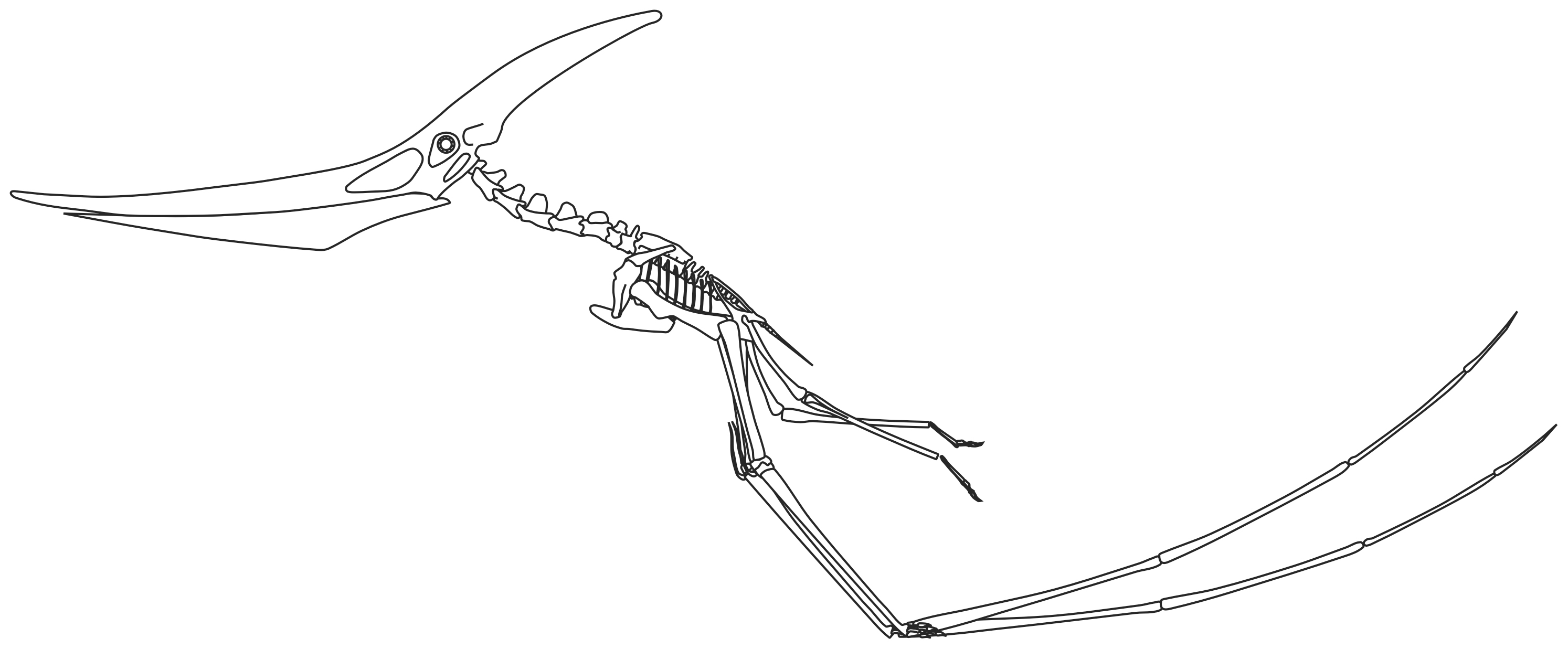
نمذجة لهيكل تيروصور عظمي وهو يُقلع للطيران.

آليات طيران التيروصورات ليست مفهومة لنا تماماً بعد.
قام عالم ياباني يُدعى «كاتاسوفومي ساتو» بدراسة على آليات طيران الطيور الحديثة، وتوصل منها إلى أنه من المستحيل أن يَستطيع تيروصور أن يَطير بشكل مستمر. وُضعت نظرية في كتاب «وضعيات وحركة وبيئة أحافير التيروصورات» بأن هذه الزواحف كانت قادرة على الطيران بسبب الغلاف الجوي الكثيف الغني بالأوكسجين الذي غطى سماء العصر الطباشيري المتأخر. وبالرغم من هذا فإن هناك ملاحظة ضرورية بأن ما أدلى به كاتاسوموفي وذلك الكتاب كان مبنياً على نظريات هُجرت اليوم حول كون التيروصورات أشباه طيور بحرية، وبأن أقصى حجم لها كان أقل من التيروصورات الأرضية مثل الأزداركتيات والتابجاريات. وقد استنتج عالم الأحافير «دارن نايش» إضافة إلى هذا أن الفروق الجوية بين الوقت الحاضر والحقبة الوسطى لم تكن ضرورية لإعطاء التيروصورات العملاقة القدرة على الطيران.
ومع هذا فإن «مارك وتون» و«مايك هابب» من جامعتي بورتسموث وجون كوبنكس تجادلا على التوالي حول أن التيروصورات استخدمت تقنيات لكي تستطيع الطيران. عندما تطير التيروصورات في الهواء فقد استطاعت أن تصل إلى سرعات تبلغ 120 كم في الساعة وأن تسافر مسافة آلاف الكيلومترات.

### التنفس
أظهرت دراسة أجريت في عام 2009 أن التيروصورات كانت تملك جهازاً تنفسياً من أكياس هواء رئوية ومضخة هواء عظمية تتحكم بها إرادياً (مثل ما يَستطيع الإنسان التحكم بدخول الهواء إلى رئتيه)، لكن رئاتها لم تكن كرئات الإنسان، بل هي عبارة عن كيس هوائي متصل حيث يَدخل الهواء ويَخرج من مكانين منفصلين (مثل الطيور)، وهذا يَسمح بالتنفس بشكل متواصل أثناء الطيران.

### الجهاز العصبي
بينت دراسة لتجاويف أدمغة التيروصورات تمت باستخدام الأشعة السينية أن هذه الزواحف كانت تملك «لطخات» كبيرة. واللطخة هي منطقة من الدماغ تستقبل الإشارات القادمة من أعضاء وعضلات وجلد ومفاصل الجسد. شغلت لطخة التيروصورات 7.5% من حجم أدمغتها، وهذا يَتجاوز ما يُوجد عند أي حيوان فقاري آخر. تملك الطيور لطخات كبيرة بشكل غير معتاد مقارنة مع الحيوانات الأخرى، لكن حتى تلك لا تتجاوز المساحة التي تشغلها اللطخة عندها أكثر من 1 إلى 2% من حجم الدماغ.
ترسل اللطخات إشارات طبيعية تنتج حركات صغيرة وآلية في عضلات العينين. وهذا يُحافظ على الرؤية في شبكية العين مستقرة، ولذا فربما كانت تملك التيروصورات هذه اللطخات الكبيرة بسبب حجم أجنحتها الكبير، والذي كان يَتسبب بإرسال عدد هائل من المعلومات الحسية إلى الدماغ لتحليلها.

### التحرك على الأرض

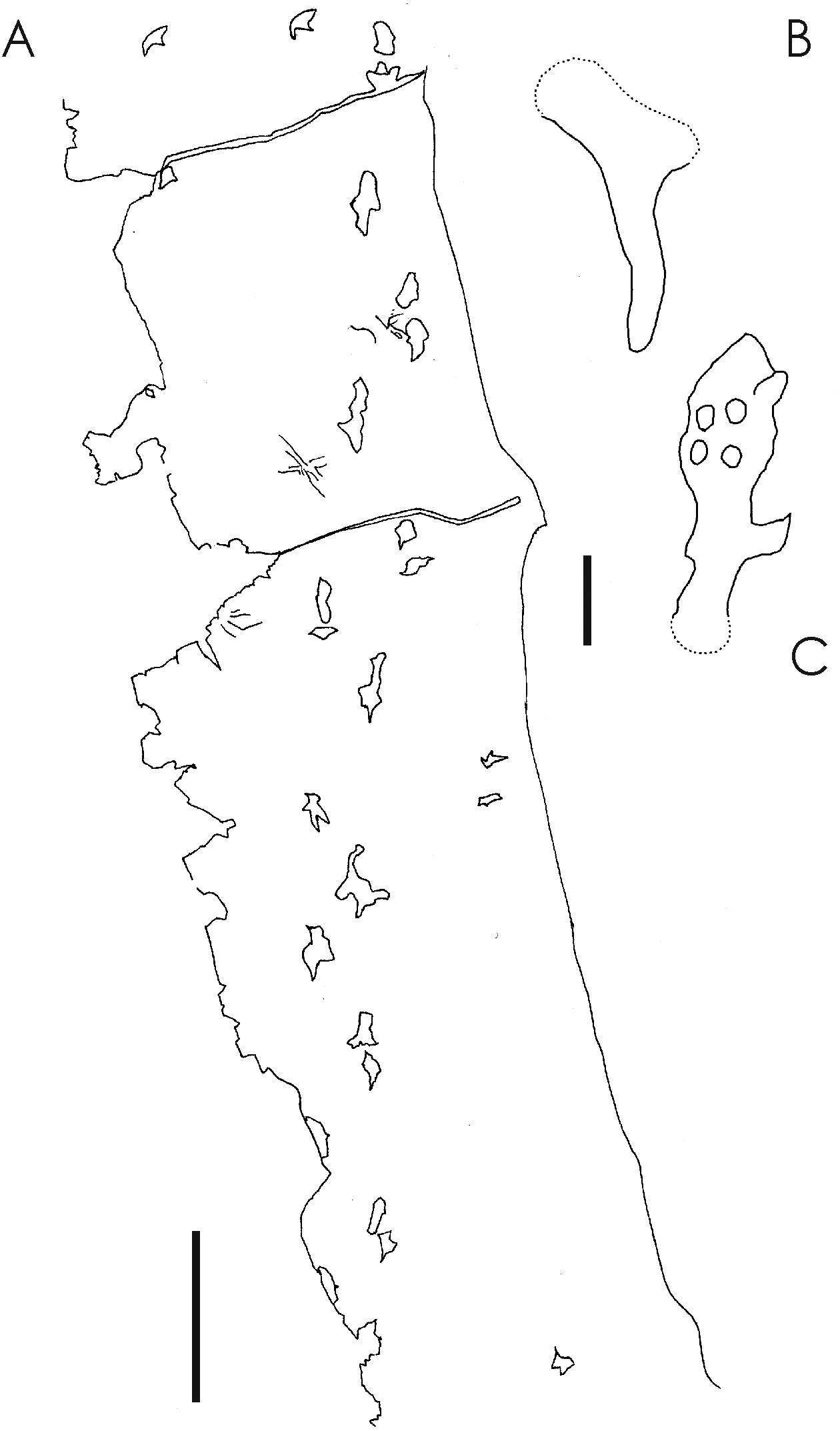
أحفورة آثار هبوط وإقلاع الأزداركتيات المُحتملة.

كانت وضعية محاجر أوْراك التيروصورات تميل باتجاه الأعلى قليلاً، ورؤوس عظام أفخاذها تتوجه إلى الأمام بشكل غير كبير، مما يَدعو إلى الاعتقاد بأن التيروصورات كانت تقف على الأرض بوضعية نصف انتصاب. ومن المرجح أنها كانت تستطيع أن ترفع أفخاذها أثناء الطيران بحيث تُصبح على مستوى باقي الجسد (مثل السحالي الأخرى القادرة على الانزلاق في الهواء).
يُوجد جدل حول ما إذا كانت التيروصورات تتحرك مثل ثنائيات الحركة أم رباعيات الحركة. اعتقد عالم الإحاثة «كيفن باديان» في الثمانينيات بأن التيروصورات الصغيرة ذات الأرجل الأطول مثل الدايمورفادون استطاعت المشي أو حتى الركض بحركة ثنائية، إضافة إلى الطيران مثل الجوابات. لكن بالرغم من هذا فإن عدداً كبيراً من «مسارات» هبوط وإقلاع التيروصورات التي عًثر عليها لاحقاً كانت تحتوي على علامات مُميزة لأربع أصابع للأرجل وثلاثة للأيدي، وهذه العلامات التي تُظهر سير التيروصورات بأربعة أطراف هي غير قابلة للخطأ أو الشك.
تظهر الأحافير أن التيروصورات كانت تقف بكامل أقدامها على الأرض (الأخمصيات، مثل البشر والدببة)، وذلك على عكس معظم الفقاريات الأخرى التي تسير على أصابع أقدامها بينما تبقي كواحلها مرفوعة عن الأرض (الإصبعيات). تظهر آثار أقدام الأزداركتيات أن بعض أنواع التيروصورات على الأقل كانت تمشي منتصبة.

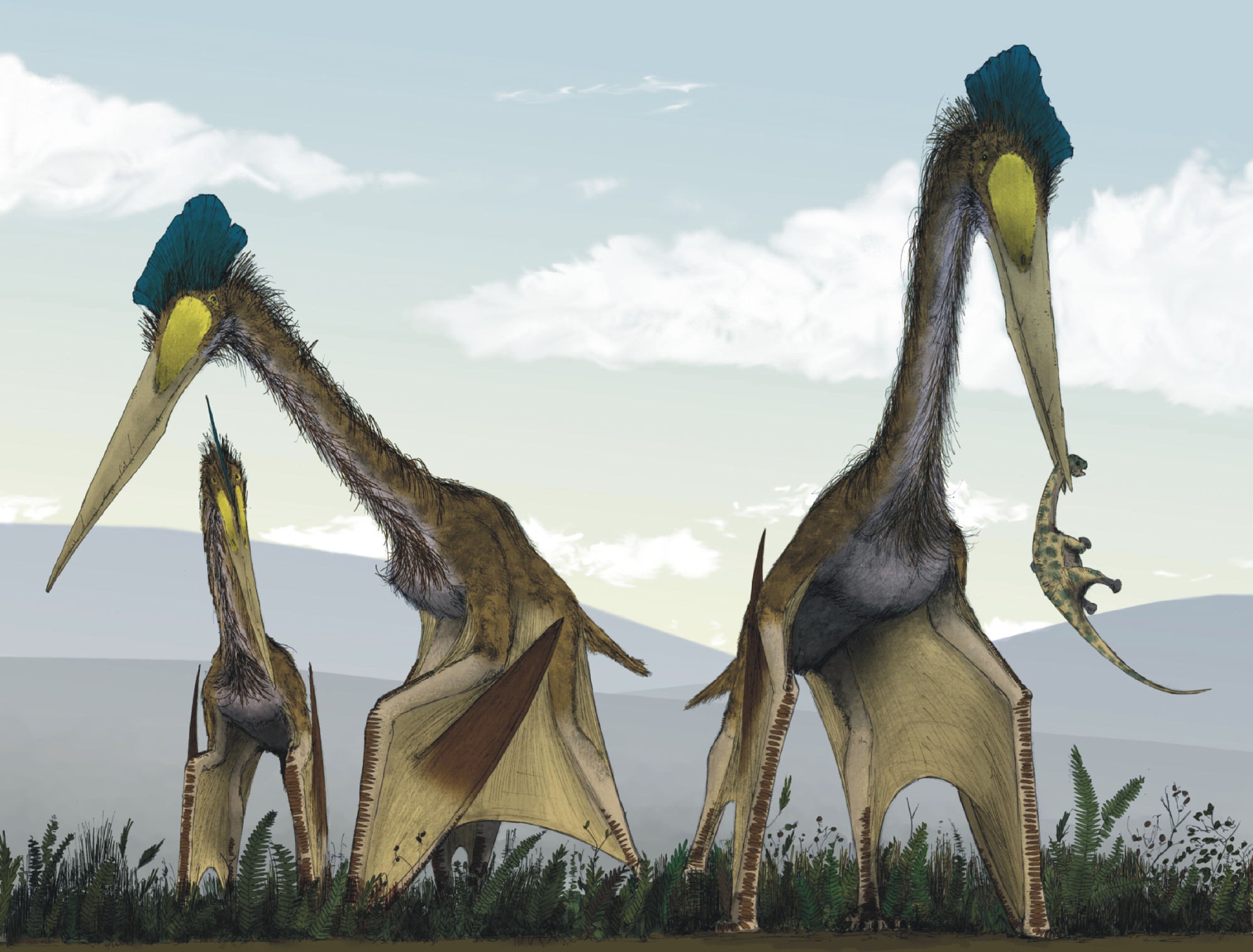
تظهر أحافيرُ آثار إقلاع التيروصورات أنها كانت حيوانات رباعية الحركة.

بالرغم مما يُعتقد عادة حول أن التيروصورات تكون عاجزة وضعيفة عندما تكون على الأرض، فإن تشريح بعض التيروصورات على الأقل (خصوصاً البتروداكتيليات، وربما يَنطبق الأمر على غيرها) يُشير إلى أنها كانت تسير وتركض بشكل متمكن. كانت عظام أطراف الأزداركتيات والأورنيثوكيريات طويلة بشكل غير اعتيادي مقارنة بالتيروصورات الأخرى، وقد كانت عظام الذراع والكف عند الأزداركتيات طويلة بشكل مُميز أيضاً. إضافة إلى هذا، فإن أطراف الأزداركتيات الأمامية ككل كانت متناسبة مع بعضها بشكل مشابه للثديات الحافرية سريعة الجري. لكن أرجلها لم تكن جيدة للحركة السريعة، ومع هذا فقد كانت طويلة مقارنة بمعظم التيروصورات، وتتيح المشي لمسافات طويلة. وبينما أنه من المُحتمل أن الأزداركتيات لم تستطع الركض، فمن المرجح أنها كانت سريعة نسبياً وتستطيع المشي لمسافات كبيرة.
يُمكن أن يُشير الحجم النسبي لكفوف وأقدام التيروصورات (بالمقارنة مع الحيوانات الحديثة مثل الطيور) إلى نوعية نمط الحياة الذي عاشته على الأرض. تملك التيروصورات الأزداكتاتية أقداماً صغيرة نسبياً بالمقارنة مع أحجام أجسادهم وطول أرجلهم، حيث يَتراوح طول أقدامهم من حوالي 25% إلى 30% من طول الرجل السفلية. وهذا يَدعو إلى الاعتقاد بأن الأزداركتيات كانت متكيفة بشكل أفضل مع المشي على الأرض الجافة والصلبة نسبياً. في حين أن البترانودونات تملك أقداماً أكبر بقليل (47% من طول الظنبوب)، أما التيروصورات المتغذية بالتصيفة (تصفي العوالق وغيرها من المغذيات من الماء) مثل بعض أنواع البتروداكتيليات فإنها تملك أقداماً كبيرة جداً (69% من طول الظنبوب عند البتروداكتيليات، و84% عند «البتروداوسترو»)، وذلك لأنها تكيفت للمشي على الأرض الموحلة والرخوة مثل بعض أنواع الطيور الحديثة.

### المُفترسات الطبيعية
يَعرف العلماء أن هناك بعض الحيوانات التي كانت تفترس التيروصورات مثل السبينوصوريات. ناقش عالم الإحاثة «إرك بفتاوت» في عدد الأول من تموز (يوليو) لعام 2004 من مجلة الطبيعة أحفورة تعود إلى العصر الطباشيري المبكر لثلاث فقرات تيروصور عنقية، ومعهم سن مكسور لسبينوصور مغروس فيهم. ويَعرف العلماء أن هذه الفقرات لم تؤكل أو تهضم، وذلك بما أن جميع المفاصل ما زالت واضحة.

## التطور والانقراض

### النشأة

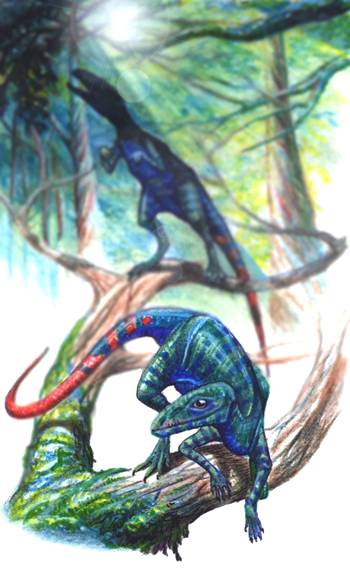
رسم يُظهر سكلروموكلسين يَقفان على شجرة خلال العصر الترياسي المتأخر.

إن سلفية التيروصورات ليست مفهومة كثيراً حتى الآن، وذلك بسبب أن تشريحها قد تغير كثيراً عبر تاريخها لكي يَتكيف مع الطيران، ولأنها تفتقر إلى صلة واضحة بأسلاف تطوريين قريبين. وقد وُضعت من قبل فرضيات عديدة لنفسير هذا الأمر، بما في ذلك الصلة بالأورنثوديرا مثل السكلروموكلس، أو بأسلاف ضمن فرع الأركوصوريات أو البروتوصوريات.
وجد باحثان على التوالي خلال أربعة أعوام هما «كريس بينّت» (1996) و«ديفيد بيترز» (2000) أن التيروصورات هي من البروتوصورات أو تربطها بهم صلة قريبة. وقد قام بينت فقط بتصنيف التيروصوررات كأقارب قريبي الصلة للبروتوصورات بعد غض النظر عن مُميزات الأرجل الخلفية من دراسته، وذلك في محاولة لتجربة فرضية حول أن هذه المُميزات هي ليست إلا نتيجة لتطور تقاربي بين التيروصورات والديناصورات. لكن مع هذا فإن تحليلات ضخمة أجراها «ديف هون» و«ميشل بنتون» (2007) لم تستطع أن تثبت هذه النتيجة. فقد وجد هون وبنتون أن التيروصورات تتصل بقرابة قوية مع الديناصورات حتى إذا ما غض النظر عن الأرجل الخلفية. وقد انتقدا أيضاً دراسات سابقة أجراها «ديفيد بيترز»، حيث طرحا «سلسلة من الأسئلة» حول الطرق التي استخدمها لكي يَتوصل إلى أن التيروصورات تنتمي إلى البروتوصوريات. استنتج هون وبنتون أنه بالرغم من أن هناك حاجة للتيروصوريات الأكثر بدائية لتوضيح علاقاتها، فإن التيروصورات هي أفضل الأركوصورات دراسة مما يُعطي دليلاً حالياً لصلاتها التطورية.

### الانقراض
لا يَعرف العلماء من تيروصورات نهاية العصر الطباشيري سوى أنواع كبيرة. ويَبدو أن الأنواع الأصغر قد انقرضت آنذاك، حيث حلت الطيور الصغيرة مكانها. لكن مع هذا فإنه يَبدو أن انحدار التيروصورات (وهذا إذا كان حقاً قد حدث) ليس مرتبطاً بانتشار الطيور. عند نهاية العصر الطباشيري قضى الانقراض العظيم على كافة أنواع الديناصورات، إضافة إلى العديد من الحيوانات الأخرى، ويَبدو أنه قضى أيضاً على التيروصورات. فقد نتج عن هذا الانقراض موت معظم الحيوانات البحرية التي كانت تتغذى عليها، ومن ثم فلم تستطع الحصول على الغذاء. وقد تسبب هذا الانقراض أيضاً باختفاء جميع الأركوصورات الأخرى عدا الطيور والتمساحيات.

## وصلات خارجية
- Pterosaur.net, multi-authored website about all aspects of pterosaur science
- The Pterosaur Database, by Paul Pursglove.
- Mark Witton's Pterosaur Art
- Comments on the phylogeny of the pterodactyloidea, by Alexander W. A. Kellner. (technical)